# Ђуро Тошић
Ђуро Тошић (Жљебови, 1. октобар 1946 — Београд, 6. фебруар 2019) био је српски историчар и академик. Био је члан Академије наука и умјетности Републике Српске, професор на Филозофском факултету у Бањој Луци и Филозофском Факултету Универзитета у Источном Сарајеву, члан одбора САНУ за историју Босне и Херцеговине, редакције Зборника за историју Босне и Херцеговине, научног већа и Управног одбора Историјског института. Био је члан Редакције Годишњака Друштва историчара Босне и Херцеговине и предсједник Савеза Друштава историчара Босне и Херцеговине, те члан Савјета Земаљског музеја у Сарајеву.

## Биографија
Ђуро Тошић рођен је 1. новембра 1946. године у селу Жљебови, општина Соколац. Основну школу и гимназију завршио је у Сокоцу, а студије историје на Филозофском факултету у Сарајеву, где је и дипломирао 1970. године. Од 1971. године радио је као асистент на Катедри за историју на Филозофском факултету у Сарајеву, на предмету Историја народа Југославије у средњем вијеку. Постдипломске студије уписао је 1973, а магистрирао у мају 1976. са темом "Босанска држава за владавине краља Дабише". Докторирао је на Филозофском факултету у Београду у мају 1982, са темом "Трг Дријева у средњем вијеку". Од 1982. има звање доцент, а од 1987. године ванредни професор на предметима "Историја народа Југославије у средњем вијеку" и "Помоћне историјске науке" на Филозофском факултету у Сарајеву. Од јесени 1992. године до одласка у пензију у јесен 2013. радио је у Историјском институту.
У току 1985—1987. године обављао дужност продекана за наставу на Филозофском факултету у Сарајеву. Од јесени 1992. године ради у Историјском институту САНУ као виши научни сарадник, а од 1998. као научни савјетник, гдје је руководио научно-истраживачким пројектима: "Друштвене и привредне структуре српских земаља средњег века", "Проучавање политичке, привредне и културне историје српских земаља средњег века" и "Средњовековне српске земље (XII–XV век): политички, привредни, друштвени и правни процеси", као и научно-истраживачким пројектом: "Друштвена историја Босне и Херцеговине", пријављеним код Министарства за науку Босне и Херцеговине. Био је члан Редакције Зборника за историју Босне и Херцеговине, Историјског часописа, Радова Филозофског факултета Пале и Грађе о прошлости Босне, а неко вријеме је био и предсједник Научног вијећа и Управног одбора Историјског института, те Управног одбора Института за новију историју. Био је члан Научног одбора за историјске науке Академије наука и умјетности Републике Српске и Матичног одбора за хуманистичке науке Министарства за науку Републике Србије. Од 5. септембра 2008. дописни, а од 2012. редовни члан Академије наука и умјетности Републике Српске у ванрадном саставу.
Од школске 1993/1994. године радио је као наставник по позиву (у звању редовног професора) на Филозофском факултету у Бањој Луци, а од 1998/1999. и на Филозофском факултету Универзитета у Источном Сарајеву, гдје је био у сталном радном односу од 1. децембра 2007. године на Одсјеку за историју, на предметима "Српска и јужнословенска историја у средњем вијеку" и "Помоћне историјске науке". Био је професор и на постдипломским студијама и шеф Колегијума за постдипломске студије. У више наврата био је члан комисије за оцјену и одбрану докторских и магистарских теза. Области интересовања су му биле историја српског народа у средњем вијеку; историја средњовјековне Босне и Херцеговине. Познавао је изворе на латинском и старословенском језику. Говорио је италијански, а служио се и њемачким језиком.
Септембра 2008. постао је дописни члан Академије наука и умјетности Републике Српске у ванрадном саставу, а од 21. децембра 2012. редовни члан.
Преминуо је у Београду, 6. фебруара 2019. године.

## Одабрана дела
Посебна издања
- Тошић, Ђуро (1987). Трг Дријева у средњем вијеку. Сарајево: Веселин Маслеша.
- Тошић, Ђуро (1998). Требињска област у средњем вијеку. Београд: Историјски институт.
- Тошић, Ђуро (2005). Средњовјековна хумска жупа Дабар. Београд: Историјски институт.
- Тошић, Ђуро (2012). Средњовјековна туробна свакодневница (од проститутке, преко вјештице, до вампира). Београд: Историјски институт.

Чланци и расправе
- Трипе Бућа, дубровачки трговац и протовестијар босанског краља Твртка I Котроманића, ГДИ БиХ 20 (1972-1973), Сарајево 1974, 25-39.
- Брштаник у средњем вијеку, ГДИ БиХ 21-27, Сарајево 1976, 37-50.
- Tošić, Đuro (1979). „Dubrovčanin prezviter Ratko, stonski kancelar, kapelan i protovestijar kralja Tvrtka I i trebinjsko-mrkanjski biskup”. Godišnjak Društva istoričara Bosne i Hercegovine. 28-30 (1977-1979): 39—58.
- О дријевској царини, Прилози XВ/16, Сарајево 1979, 189-195.
- Становништво средњовјековног трга Дријева, Прилози XВИИИ/19, Сарајево 1982, 75-104.
- Доњи ток Неретве у средњем вијеку, с посебним освртом на трг Дријева, Херцеговина 2, Мостар 1982, 45-78.
- Тошић, Ђуро (1983). „Уређење средњовјековног трга Дријева”. Годишњак Друштва историчара Босне и Херцеговине. 34: 123—137.
- Тошић, Ђуро (1983). „О понашању дубровачких цариника у руднику Дежевице”. Годишњак Друштва историчара Босне и Херцеговине. 34: 148—150.
- О извозу житарица са Неретве у Дубровник у XИВ вијеку, Прилози XИX/20, Сарајево 1984, 109-118.
- Дворске службе (БиХ) (с Бабић Анто), Енциклопедија Југославије ИИИ, 2. издање, Загреб 1984, 710-711.
- О кријумчарењу соли на Неретви, Трибуниа 9, Требиње 1985, 25-30.
- Tošić, Đuro (1986). „Petar Primović - dubrovački trgovac i zakupac carina u Bosni”. Godišnjak Društva istoričara Bosne i Hercegovine. 37: 75—89.
- Груба, Енциклопедија Југославије ИВ, 2. издање, Загреб 1986, 618.
- Рана прошлост Травуније, ГДИ БиХ 39, Сарајево 1988, 42-49.
- Дубровачка породица Хранковић, Анали 26, Дубровник 1988, 87-101.
- Средњовјековна жупа Требиње (историјско-географско-топографски осврт), Прилози XXИВ/25-26, Сарајево 1990, 65-101.
- Тошић, Ђуро (1990). „Косовска битка у историографији о средњовјековној Босни”. Косовска битка у историографији. Београд: Историјски институт. стр. 101—107.
- Канцеларије, дворске (БиХ), Енциклопедија Југославије ВИ, 2. издање, Загреб 1990, 659-660.
- Требињски крај у склопу немањићке Србије, Календар Просвјета за 1992, Сарајево 1991, 103-117.
- Земљорадња у средњовјековној жупи Требиње, ГДИ БиХ 40-41 (1989-1990), Сарајево 1991, 42-58.
- Тошић, Ђуро (1994). „Двије повеље босанског краља Стјепана Дабише”. Историјски часопис. 39 (1992): 5—23.
- Тошић, Ђуро (1995). „Двије босанске повеље из XV вијека”. Историјски часопис. 40-41 (1993-1994): 19—42.
- Тошић, Ђуро (1995). „Сточарство у средњовјековној требињској области”. Историјски гласник. 1—2: 37—50.
- Тошић, Ђуро (1995). „Средњовјековни живот у требињској области (Феудална средина на примјеру једне регије)”. Босна и Херцеговина од средњег века до новијег времена. Београд: Историјски институт. стр. 77—85.
- Тошић, Ђуро (1995). „Босна и Турци од Косовске до Ангорске битке”. Зборник за историју Босне и Херцеговине. 1: 85—97.
- Тошић, Ђуро (1996). „Управа и судство у средњовјековној жупи Требиње”. Историјски гласник. 1—2: 7—18.
- Тошић, Ђуро (1996). „О влашкој скупини Вранеши у нахији Љубовиђа”. Милешевски записи. 2: 101—113.
- Тошић, Ђуро (1997). „Босанска краљица Катарина (1425-1478)”. Зборник за историју Босне и Херцеговине. 2: 73—112.
- Тошић, Ђуро (1998). „Понашање босанске краљице Маре (Јелене) у избјеглиштву”. Десети конгрес историчара Југославије: Зборник радова. Београд: Завод за уџбенике и наставна средства. стр. 393—398.
- Tošić, Đuro (2001). „Vojvoda Petar Pavlović: Prilog istoriji Bosne početkom XV vijeka”. Jugoslovenski istorijski časopis. 34 (1-2): 35—46.
- Тошић, Ђуро (2001). „Земљорадња пљеваљског краја у првим годинама турске владавине”. Гласник Завичајног музеја. Пљевља. 2: 91—102.
- Тошић, Ђуро (2002). „Родоначелник племена Косача - војвода Влатко Вуковић”. Српска проза данас: Косаче - оснивачи Херцеговине. Билећа-Гацко: Просвјета. стр. 243—260.
- Тошић, Ђуро (2002). „Дио Сандаљевог депозита за побочну грану племена Косача”. Српска проза данас: Косаче - оснивачи Херцеговине. Билећа-Гацко: Просвјета. стр. 261—268.
- Тошић, Ђуро (2002). „Учешће Косача у ослобађању Јајца од Турака 1463. године”. Српска проза данас: Косаче - оснивачи Херцеговине. Билећа-Гацко: Просвјета. стр. 464—475.
- Тошић, Ђуро (2002). „Посљедња босанска краљица Мара (Јелена)”. Зборник за историју Босне и Херцеговине. 3: 29—60.
- Тошић, Ђуро (2002). „Споредна грана племена Косача”. Зборник за историју Босне и Херцеговине. 3: 61—77.
- Тошић, Ђуро (2002). „Доњовлашки родови Влаховић и Мириловић у источној Херцеговини”. Радови: Часопис за хуманистичке и друштвене науке. 5: 195—212.
- Тошић, Ђуро (2003). „Српске приморске земље (Зета и Травунија) у XIII вијеку”. Краљ Владислав и Србија XIII века. Београд: Историјски институт. стр. 63—72.
- Тошић, Ђуро (2003). „Гласинац у земљи Павловића”. Земља Павловића: Средњи вијек и период турске владавине. Бања Лука: Академија наука и умјетности Републике Српске. стр. 77—90.
- Тошић, Ђуро (2003). „Павловића дио дријевске царине”. Земља Павловића: Средњи вијек и период турске владавине. Бања Лука: Академија наука и умјетности Републике Српске. стр. 235—245.
- Тошић, Ђуро (2003). „Писмо дубровачког посланика Ивана Гундулића о смрти кнеза Павла Раденовића”. Земља Павловића: Средњи вијек и период турске владавине. Бања Лука: Академија наука и умјетности Републике Српске. стр. 357—366.
- Тошић, Ђуро (2003). „Живот у средњовјековном селу требињског краја”. Српско село: Могућности и даљи правци истраживања. Београд: Историјски институт. стр. 19—30.
- Тошић, Ђуро (2004). „Херцеговачка породица Милорадовић”. Српска проза данас: Културна и духовна историја Херцеговине. Билећа-Гацко: Просвјета. стр. 277—300.
- Тошић, Ђуро (2004). „Прилог проучавању Доњих влаха у источној Херцеговини”. Зборник за историју Босне и Херцеговине. 4: 81—132.
- Тошић, Ђуро (2004). „Примјер брачне бигамије: Mоrе bоsіgnanorum et patarinorum” (PDF). Мешовита грађа (Miscellanea). 22: 123—127.
- Тошић, Ђуро (2004). „Изводи из благајничке књиге которске општине у XV вијеку” (PDF). Мешовита грађа (Miscellanea). 22: 129—140.
- Тошић, Ђуро (2004). „Уговор о закупу рударских постројења у мјесту Жеравице” (PDF). Мешовита грађа (Miscellanea). 22: 141—149.
- Тошић, Ђуро (2004). „Сандаљева удовица Јелена Хранић”. Зборник радова Византолошког института. 41: 423—440.
- Тошић, Ђуро (2005). „Привредни развој средњовјековне хумске жупе Дабар”. Споменица Милана Васића. Бања Лука: Академија наука и умјетности Републике Српске. стр. 165—184.
- Тошић, Ђуро (2005). „Историјско-географско-топографски приказ средњовјековне хумске жупе Дабар”. Изворник: Гласило огранка Вукове задужбине. 1: 5—23.
- Тошић, Ђуро (2005). „Требињци и Захумљани у средњовјековном Котору” (PDF). Истраживања: Филозофски факултет у Новом Саду. 16: 221—227. Архивирано из оригинала 26. 08. 2011. г. Приступљено 12. 05. 2021.
- Тошић, Ђуро (2007). „Судски процес против двојице мартолоса 1477. године” (PDF). Историјски часопис. 54: 119—129.
- Тошић, Ђуро (2007). „По други пут о Твртковом протовестијару Трипи Бући” (PDF). Историјски часопис. 55: 83—98.
- Тошић, Ђуро (2008). „Фрагменти из живота Херцега Влатка Косаче” (PDF). Историјски часопис. 56: 153—172.
- Тошић, Ђуро (2009). „Босански лутајући витезови Паштровићи” (PDF). Историјски часопис. 58: 147—172.
- Тошић, Ђуро (2012). „Прилог познавању монашења становништва из средњовјековне Босне” (PDF). Зборник за историју Босне и Херцеговине. 7: 1—28.
- Регистар збирке ’Старе српске повеље и писма’ Љубомира Стојановића[4]